# ジュール・リメ
ジュール・リメ（Jules Ernest Séraphin Valentin Rimet 、1873年10月14日-1956年10月16日）は、フランス出身の、元フランスサッカー連盟(FFF)会長、元国際サッカー連盟(FIFA)会長。
第一次世界大戦中は、陸軍に従軍。
FIFA会長として1930年から始まったFIFAワールドカップの実現に尽力。これを記念し、FIFAワールドカップトロフィーの最初のトロフィーは、彼の名前を冠してジュール・リメ・カップと呼ばれていた。
1956年にシュレンヌで死去。